# 금지적 범죄
금지적 범죄(禁止的 犯罪 라틴어: Malum prohibitum)란 정부의 정책등으로 금지된 범죄를 말한다. 본래적 범죄와 대비된다. 금지적 범죄는 그 자체로 비도덕적인 범죄는 아니나 정부의 행정적 목적을 달성하기 위해 금지된 것이다.

## 같이 보기
- 본래적 범죄

## 참고 문헌
- 이상윤, 『영미법 - 개정판』, 박영사, 2000. (ISBN 8910451602)